# Cecilio Paniagua Rodríguez
Cecilio Paniagua Rodríguez (Terque, Almería, 8 de desembre de 1911 - Madrid, 24 de gener de 1979), va ser un director de fotografia, fotògraf, càmera i il·luminador cinematogràfic espanyol.

## Fotografia
Es dona a conèixer el 1935 en la revista Cuatro Estaciones. En el primer número d'aquesta revista il·lustra un text de Wenceslao Fernández Flórez sobre la vida nocturna de la ciutat. En el segon número retrata als genets de pol del Club de Campo.
Aquestes fotos de Paniagua entronquen amb la millor fotografia internacional del moment. Són imatges que busquen angles verticals i visions fragmentàries de la realitat.
Paniagua va treballar, com molts altres grans fotògrafs, per al Patronat Nacional de Turisme que posteriorment es transformaria en la Direcció General de Turisme.
Els encàrrecs que reben els fotògrafs consisteixen a recollir la vida de les gents, les ciutats i el camp, ampliant-se així la temàtica anterior del Patronat més centrada en els monuments civils i religiosos d'Espanya. La visió de l'Espanya interior d'aquest fotògraf, juntament amb uns altres, dona a conèixer una imatge de la duresa de la vida en el camp, acostant el seu coneixement a totes les gents.
| « | «La fotografia moderna tendeix a fer notar que en tot hi ha un valor i que la poesia aquesta en tot. Que, a cada pas, en cada instant, en cada petitesa i fins i tot en un traç, existeix matèria d'admiració» | » |

Destacar perquè, les seves obres sobre el paisatge de Castella, els seus racons blancs de ports andalusos i les seves vistes de Madrid. En l'actualitat aquests fons fotogràfics del Patronat de Turisme es troben en l'Arxiu de la Direcció General de l'Estat a Alcalá de Henares. Els fons fotogràfics de Paniagua han estat adquirits per l'Estat i es troben en la fototeca de la Biblioteca Nacional d'Espanya a Madrid.

## Filmografia destacada
Va treballar en més de 100 pel·lícules amb diversos directors, entre ells Fernando Fernán Gómez, Antonio Mercero, Tonino Ricci, José María Forqué, Jaime de Armiñán, Pedro Lazaga, Vicente Escrivá, José Luis Sáenz de Heredia, Juan Antonio Bardem, Juan de Orduña, Florián Rey, Luis García Berlanga, Antonio del Amo, Ladislao Vajda, Benito Perojo i àdhuc Enrique Jardiel Poncela, en els seus curtmetratges Definiciones, El fakir Rodríguez, Letreros típicos i Un anuncio y cinco cartas (1938).
Com a director de fotografia
| - Companys, procés a Catalunya (1979) - Los restos del naufragio (1978) - Mi hija Hildegart (1977) - Las delicias de los verdes años (1976) - La querida (1976) - El pícaro (1974) (sèrie de TV) - Don Juan (1974) - Los pajaritos (1974) - El diablo se lleva a los muertos (1973) - La isla del tesoro (1972) - Ella... ellos... y la ley (1972) - The Hunting Party (1971) - La luz del fin del mundo (1971) - Adiós, cordera (1969) - 100 rifles (1969) - Un diablo bajo la almohada (1968) | - Las que tienen que servir (1967) - Yo he visto a la muerte (1967) - Zarabanda Bing Bing (1966) - Posición avanzada (1966) - Mathias Sandorf (1963) - Marcha o muere (1962) - El hombre de la isla (1961) - El indulto (1961) - Siega verde (1960) - Sonatas (1959) - Misión en Marruecos (1959) - La tirana (1958) - Dos novias para un torero (1956) - Esa voz es una mina (1956) - Congreso en Sevilla (1955) - Cruz de mayo (1955) | - Felices pascuas (1954) - El diablo toca la flauta (1954) - Novio a la vista (1954) - Manicomio (1954) - Historia de dos aldeas (1951) - Andalousie (1951) - Aventuras de Juan Lucas (1949) - Barrio (1947) - Luis Candelas, el ladrón de Madrid (1947) - El camino de Babel (1945) - Goyescas (1942) - Definiciones (1938) - El fakir Rodríguez (1938) - Letreros típicos (1938) - Un anuncio y cinco cartas (1937) - Canto a la emigración (1935) |

Com a càmara i il·luminador
- La luz del fin del mundo (1971)
- Patton (1970)
- La caída del Imperio Romano (1964)
- El escándalo (1943)
- Boda en el infierno (1942)
- Raza (1942)

## Premis
Cercle d'Escriptors Cinematogràfics.
| Any  | Categoria                          | Pel·lícula           | Resultat  |
| ---- | ---------------------------------- | -------------------- | --------- |
| 1951 | Millor fotografia                  | Parsifal             | Guanyador |
| 1956 | Millor fotografia en blanc i negre | Un traje blanco      | Guanyador |
| 1958 | Millor fotografia en blanc i negre | La noche y el alba   | Guanyador |
| 1961 | Millor fotografia                  | El hombre de la isla | Guanyador |